# Yêu đương cùng giới
Yêu đương cùng giới (tiếng Anh:Same-gender-loving (SGL)) là một cụm từ được tạo ra bởi nhà hoạt động Cleo Manago, dùng để mô tả người đồng tính và song tính trong cộng đồng người Mỹ gốc Phi. Nó dần được phổ biến vào đầu thập niên 90 như một bản dạng đồng tính có sự khẳng định về văn hóa của người Mỹ gốc Phi.
SGL được dùng như một bản dạng tính dục dành riêng cho cộng đồng gốc Phi, thay thế cho những bản dạng thường dùng của người da trắng như "gay" hay "lesbian", những từ không có sức nặng về mặt văn hóa hay lịch sử của người gốc Phi. SGL thường mang những mục đính hay hệ quả rộng, quan trọng, và tích cực về các khía cạnh cá nhân, xã hội, cũng như chính trị. SGL đã được mô tả là "một bản dạng chống lại sự thù ghét, chống lại sự bài trừ người da đen [...] phong trào, triết lý, và khuôn khổ."
Trong một nghiên cứu vào 2004 về đàn ông Mỹ gốc Phi, phần lớn trong số này được mời từ những tổ chức cho người đồng tính da đen, 12% định dạng bản thân là same-gender-loving, trong khi 53% định dạng là gay. Đàn ông tham dự Black Gay Pride Festivals ở năm thành phố ở Mỹ cũng trả lời tương tự, với 10% là same-gender-loving, 66% là gay, và 14% là song tính. Những nghiên cứu gần đây cho thấy người trẻ Mỹ gốc Phi gặp khó khăn thường ít có xu hướng gọi bản thân là gay, lesbian, hay transgender hơn là người Mỹ gốc Âu.
National Black Men's Xchange là phong trào lâu đời nhất và lớn nhất ở Mỹ với mục tiêu khuyến khích lối sống, lối suy nghĩ tốt đẹp, đi đôi với sự khẳng định văn hóa và ý thức phải trái trong cộng đồng nam giới SGL, gay, song tính gốc Phi cũng như đồng minh của họ.